# Código Internacional de Nomenclatura de Procariotas
El Código Internacional de Nomenclatura de Procariotas (siglas en inglés ICNP) o también el Código Internacional de Nomenclatura de Bacterias (ICNB) es el sistema de nomenclatura que gobierna el nombre científico para los procariotas (bacterias y arqueas). El código es publicado por el Comité Internacional de Sistemática de Procariotas (ICSP).  El "Día Oficial de Inicio de la Nomenclatura"  para el actual International Code of Nomenclature of Prokaryotes es el 1 de enero de 1980.
Originalmente el Código botánico se manejaba en conjunto con el de los procariotas hasta 1975. Un código anterior de nomenclatura bacteriológica fue aprobado en el 4.º Congreso Internacional de Microbiología en 1947, pero fue  descartado más tarde.
El tipo nomenclatural de los procariotas no es un organismo muerto como en animales y plantas, sino una cepa de procariotas cultivada viva, en general congelada, y disponible en al menos dos colecciones diferentes. La lista de taxones nominales de los procariotas, a diferencia de lo que pasa en plantas y lo que pasaba en animales hasta el Zoobank, es publicada en una única revista, la Approved List of Bacterial Names ("Lista aprobada de nombres de bacterias").
Otra clasificación aceptada es la elaborada por la oficina editorial del Manual de Bacteriología Sistemática de Bergey (Bergey's Manual of Systematic Bacteriology) como paso preliminar para organizar el contenido de la publicación. Esta clasificación, conocida como "The Taxonomic Outline of Bacteria and Archaea" (TOBA), está disponible en Internet.